# Megajoppa rubrocyanea
Megajoppa rubrocyanea là một loài tò vò trong họ Ichneumonidae.